# Acomys russatus
Il topo spinoso dorato (Acomys russatus  Wagner, 1840) è un roditore della famiglia dei Muridi diffuso nel Vicino Oriente.

## Descrizione

### Dimensioni
Roditore di piccole dimensioni, con la lunghezza della testa e del corpo tra 90 e 122 mm, la lunghezza della coda tra 56 e 81 mm, la lunghezza del piede tra 19 e 22 mm, la lunghezza delle orecchie tra 19 e 22 mm e un peso fino a 53,2 g.

### Aspetto
Il dorso è ricoperto di peli spinosi lunghi fino a 13,1 mm. Le parti superiori variano dal rossastro all'arancione-rossastro, con la base dei peli grigia, mentre le parti ventrali sono bianche. La linea di demarcazione lungo i fianchi è netta. Sono presenti delle macchie bianche alla base anteriore e posteriore di ogni orecchio, il quale è ricoperto di piccoli peli che variano dal bianco al giallo-brunastro. Gli artigli sono nero-brunastri con la punta bianca. La coda è più corta della testa e del corpo. Le varie sottospecie si distinguono dal colore della pelliccia. A.r.lewisi è la forma più scura, mentre A.r.aegyptiacus è la più chiara, con il colore del dorso più giallastro e brillante. Il cariotipo è 2n=66 FN=66.

## Biologia

### Comportamento
È una specie terricola e diurna. Sembra evitare gli individui della specie Acomys cahirinus e diventa attivo quando questi ultimi cessano le attività e viceversa.

### Alimentazione
Si nutre principalmente di parti vegetali. 

### Riproduzione
Si riproduce durante tutto l'anno. Le femmine danno alla luce 1-5 piccoli alla volta dopo una gestazione di 4-5 settimane. I nascituri pesano fino a 7 g e solitamente aprono gli occhi dopo pochi giorni. Raggiungono la maturità sessuale dopo 2-3 mesi. L'aspettativa di vita è solitamente di 3 anni, anche se può raggiungere i 5.

## Distribuzione e habitat
Questa specie è diffusa nel Vicino Oriente, dall'Egitto orientale alla Giordania e fino allo Yemen a sud. La popolazione egiziana ad est del Nilo si è ridotta drasticamente negli ultimi 50 anni.
Vive in terreni rocciosi ai margini degli uadi alla base dei jebel o sulle cime montane fino a 2.000 metri di altitudine.

## Tassonomia
Sono state riconosciute 4 sottospecie:
- A.r.russatus: Penisola del Sinai, Giordania centrale e meridionale, Arabia Saudita, Yemen;
- A.r.aegyptiacus (Bonhote, 1912): Egitto ad est del Nilo fino al Sudan nord-orientale;
- A.r.lewisi (Atallah, 1967): Giordania settentrionale;
- A.r.harrisoni (Harrison, 1972): Cisgiordania.

## Conservazione
La IUCN Red List, considerato che questa specie è ampiamente diffusa e abbondante. La sottospecie A.r.lewisi avendo un areale più limitato e un habitat ristretto, è probabilmente prossima alla minaccia., classifica A.russatus come specie a rischio minimo (Least Concern).